# 조달
조달(Procurement)은 종종 입찰 또는 경쟁 입찰 프로세스를 사용하여 외부 원천으로부터 상품, 서비스 또는 기타 작업물을 찾고 조건에 동의하고 구매하는 프로세스이다.

## 상세
조달은 또한 어떤 일이 완료되도록 "보장"해야 하는 계약상 의무를 의미할 수도 있다. 정부 기관이 이러한 관행을 통해 상품이나 서비스를 구매하는 것을 정부 조달 또는 공공 조달이라고 한다. 공공조달은 공공재 공급을 위해 민간 등 다른 부문으로부터 재화 또는 서비스(물품, 공사 및 용역 등)를 획득하는 것이며, 여기서 정부는 광의의 의미이며, 중앙정부, 중앙 행정 기관, 공공기관 등 다양한 주체를 아우른다.
조직 (사회과학) 프로세스로서의 조달은 품질, 수량, 시간 및 위치와 같은 측면을 비교할 때 구매자가 상품, 서비스 또는 작업을 최상의 가격으로 받도록 보장하기 위한 것이다. 기업과 공공 기관에서는 사기 (법률)나 담합 등의 위험을 최소화하면서 비즈니스에 대한 공정하고 개방적인 경쟁을 촉진하기 위한 프로세스를 정의하는 경우가 많다.
거의 모든 구매 결정에는 배송 및 취급, 한계 이익, 상품 가격 변동과 같은 요소가 포함된다. 기업의 사회적 책임 관점을 채택한 조직은 구매 활동에서 더 넓은 사회적, 윤리적 고려 사항을 요구할 가능성이 높다. 반면, 회계 관행과 관련된 외부 규정의 도입은 예상치 못한 방식으로 진행 중인 구매자-공급자 관계에 영향을 미칠 수 있다.
국방 조달은 군이 군사력 건설과 유지를 위해 필요한 장비, 물자, 용역 등을 경제적으로 획득하는 분야를 의미한다. 국방 조달은 방위사업과 매우 밀접한 관련성을 갖고 있으며, 국가안보와 연결되기에 정부조달 만큼 핵식점인 사안이다.
다양한 조달의 형태가 존재하는 가운데, 정부조달은 국가간 무역에 있어서 중요하다. 정부조달(Government Procurement)은 정부 또는 공공기관이 공공재(Public Goods)를 공급하기 위해서 민간부문으로부터 물품, 용역, 건설공사 및 설계, 컨설팅업무 등의 일정한 서비스를 구매하여 비축, 재고관리, 공급까지를 포괄하는 행위를 의미한다. 세계무역기구 설립을 위한 마라케쉬 협정(WTO) 부속서 1 나 13조에서는 조달 중에서도 정부조달에 관한 사항을 다루고 있다.

## 같이 보기
- 전자 조달
- 조달행정